# 云雾说唱
云雾说唱（英語：Cloud rap，又称trillwave或based music）是嘻哈音乐的一个流派。其通常以“模糊”、低保真为特征。 